# 1998 QA56
1998 QA56 är en asteroid i huvudbältet som upptäcktes den 29 augusti 1998 av Višnjan-observatoriet i Kroatien.
Asteroiden har en diameter på ungefär 3 kilometer och den tillhör asteroidgruppen Levin.